# Promachus canus
Promachus canus là một loài ruồi trong họ Asilidae. Promachus canus được Wiedemann miêu tả năm 1818.